# Kabinet-Conte II

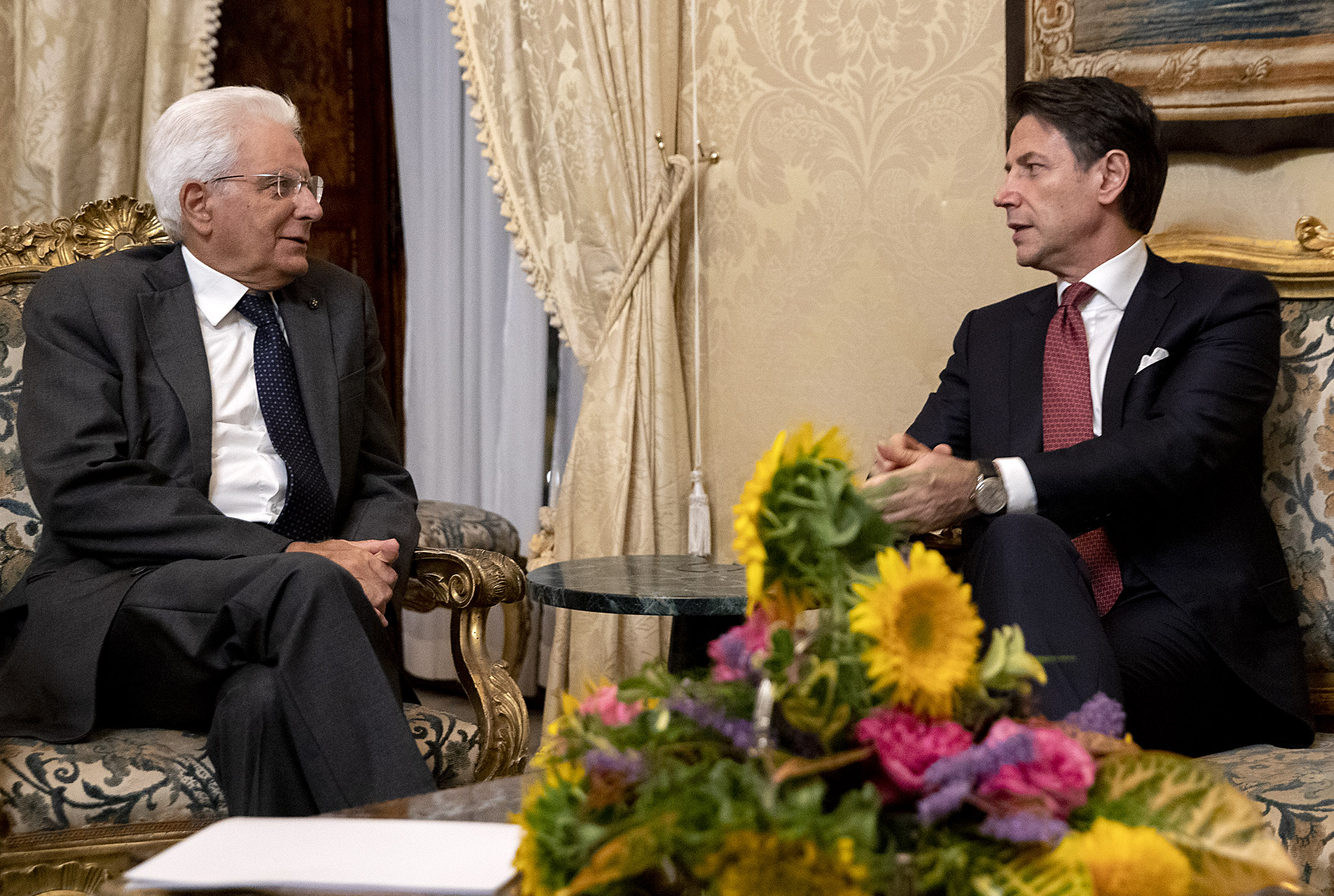
Premier Conte biedt het ontslag van het kabinet-Conte I aan bij president Mattarella. Rome, 20 augustus 2019.

Het kabinet-Conte II (Italiaans: governo Conte II) was van september 2019 tot februari 2021 de 66ste regering van de Italiaanse Republiek. Het kabinet werd geïnstalleerd na een regeringscrisis in de zomer van 2019 die tot de val van het kabinet-Conte I had geleid en bestond uit de Vijfsterrenbeweging, de Partido Democratico (Democratische Partij), Liberi e Uguali (Vrij en Gelijk) en, na een afsplitsing van de Democratische Partij, Italia Viva. Vanaf januari 2021 was het demissionair.
Het kabinet ontstond op 5 september 2019 nadat de Lega van Matteo Salvini het vertrouwen in het vorige kabinet had opgezegd en op nieuwe verkiezingen aanstuurde. Premier Giuseppe Conte kondigde hierop op 20 augustus in de Senaat de val van zijn regering aan en bood zijn ontslag aan bij president Sergio Mattarella.
De coalitiepartner van de Lega, de Vijfsterrenbeweging, vormde echter een nieuwe regering met de Democratische Partij, waardoor vervroegde verkiezingen werden vermeden. Conte bleef ook in deze nieuwe regering premier. Conte diende op 26 januari 2021 zijn ontslag in bij president Mattarella, nadat de partij Italia Viva zich terugtrok uit de coalitie. Deze partij van Matteo Renzi had zich eerder afgesplitst van de Democratische Partij; Renzi verschilde van mening over de besteding van het geld uit het Europees coronaherstelfonds.
Door het aftreden van de premier was dit kabinet demissionair tot er een nieuw kabinet gevormd werd. Op 13 februari 2021 trad een nieuwe regering aan onder leiding van Mario Draghi.

## Kabinet-Conte II (2019–2021)
| Ambtsbekleder         | Ambtsbekleder       | Ambtsbekleder              | Functie                                    | Ambtstermijn     | Ambtstermijn     | Partij |
| --------------------- | ------------------- | -------------------------- | ------------------------------------------ | ---------------- | ---------------- | ------ |
|                       | Giuseppe Conte      | Giuseppe Conte (1964)      | Premier                                    | 1 juni 2018      | 13 februari 2021 | O      |
|                       | Riccardo Fraccaro   | Riccardo Fraccaro (1981)   | Secretaris- generaal                       | 5 september 2019 | 13 februari 2021 | M5S    |
|                       | Luciana Lamorgese   | Luciana Lamorgese (1953)   | Minister van Binnenlandse Zaken            | 5 september 2019 | 22 oktober 2022  | O      |
|                       | Luigi Di Maio       | Luigi Di Maio (1986)       | Minister van Buitenlandse Zaken            | 5 september 2019 | 22 oktober 2022  | M5S    |
|                       | Roberto Gualtieri   | Roberto Gualtieri (1966)   | Minister van Financiën                     | 5 september 2019 | 13 februari 2021 | DP     |
|                       | Alfonso Bonafede    | Alfonso Bonafede (1976)    | Minister van Justitie                      | 1 juni 2018      | 13 februari 2021 | M5S    |
|                       | Stefano Patuanelli  | Stefano Patuanelli (1974)  | Minister van Economische Zaken             | 5 september 2019 | 13 februari 2021 | M5S    |
|                       | Lorenzo Guerini     | Lorenzo Guerini (1966)     | Minister van Defensie                      | 5 september 2019 | 22 oktober 2022  | DP     |
|                       | Roberto Speranza    | Roberto Speranza (1979)    | Minister van Volksgezondheid               | 5 september 2019 | 22 oktober 2022  | Art.1  |
|                       | Nunzia Catalfo      | Nunzia Catalfo (1967)      | Minister van Arbeid en Sociale Zaken       | 5 september 2019 | 13 februari 2021 | M5S    |
|                       | Lorenzo Fioramonti  | Lorenzo Fioramonti (1977)  | Minister van Onderwijs                     | 5 september 2019 | 25 december 2019 | M5S    |
|                       | Giuseppe Conte      | Giuseppe Conte (1964)      | Minister van Onderwijs                     | 25 december 2019 | 10 januari 2020  | O      |
|                       | Lucia Azzolina      | Lucia Azzolina (1982)      | Minister van Onderwijs                     | 10 januari 2020  | 13 februari 2021 | M5S    |
|                       | Lorenzo Fioramonti  | Lorenzo Fioramonti (1977)  | Minister van Hoger Onderwijs en Wetenschap | 5 september 2019 | 25 december 2019 | M5S    |
|                       | Giuseppe Conte      | Giuseppe Conte (1964)      | Minister van Hoger Onderwijs en Wetenschap | 25 december 2019 | 10 januari 2020  | O      |
|                       | Lucia Azzolina      | Lucia Azzolina (1982)      | Minister van Hoger Onderwijs en Wetenschap | 10 januari 2020  | 13 februari 2021 | M5S    |
|                       | Paola De Micheli    | Paola De Micheli (1973)    | Minister van Transport en Infrastructuur   | 5 september 2019 | 13 februari 2021 | DP     |
|                       | Teresa Bellanova=   | Teresa Bellanova (1958)    | Minister van Landbouw                      | 5 september 2019 | 13 februari 2021 | IV     |
|                       | Sergio Costa        | Sergio Costa (1959)        | Minister van Milieu                        | 1 juni 2018      | 5 september 2019 | O      |
|                       | Dario Franceschini  | Dario Franceschini (1958)  | Minister van Cultuur                       | 5 september 2019 | 22 oktober 2022  | DP     |
| Minister van Toerisme | Dario Franceschini  | Dario Franceschini (1958)  | 13 februari 2021                           | 5 september 2019 |                  | DP     |
|                       | Federico D'Incà     | Federico D'Incà (1976)     | Minister voor Parlementaire Betrekkingen   | 5 september 2019 | 22 oktober 2022  | M5S    |
|                       | Fabiana Dadone      | Fabiana Dadone (1984)      | Minister voor Publieke Diensten            | 5 september 2019 | 13 februari 2021 | M5S    |
|                       | Vincenzo Amendola   | Vincenzo Amendola (1973)   | Minister voor Europese Zaken               | 5 september 2019 | 13 februari 2021 | DP     |
|                       | Francesco Boccia    | Francesco Boccia (1968)    | Minister voor Regionale Zaken              | 5 september 2019 | 13 februari 2021 | DP     |
|                       | Giuseppe Provenzano | Giuseppe Provenzano (1982) | Minister voor Zuid-Italië                  | 5 september 2019 | 13 februari 2021 | DP     |
|                       | Vincenzo Spadafora  | Vincenzo Spadafora (1974)  | Minister voor Jeugd en Sport zaken         | 5 september 2019 | 13 februari 2021 | M5S    |
|                       | Elena Bonetti       | Elena Bonetti (1974)       | Minister voor Gelijkheid en Familiezaken   | 5 september 2019 | 15 januari 2021  | IV     |
|                       | Giuseppe Conte      | Giuseppe Conte (1964)      | Minister voor Gelijkheid en Familiezaken   | 15 januari 2021  | 10 januari 2020  | O      |
|                       | Paola Pisano        | Paola Pisano (1977)        | Minister voor Digitale Ontwikkeling        | 5 september 2019 | 13 februari 2021 | M5S    |

De Gasperi II · De Gasperi III · De Gasperi IV · De Gasperi V · De Gasperi VI · De Gasperi VII · De Gasperi VIII · Pella · Fanfani I · Scelba · Segni I · Zoli · Fanfani II · Segni II · Tambroni · Fanfani III · Fanfani IV · Leone I · Moro I · Moro II · Moro III · Leone II · Rumor I · Rumor II · Rumor III · Colombo · Andreotti I · Andreotti II · Rumor IV · Rumor V · Moro IV · Moro V · Andreotti III · Andreotti IV · Andreotti V · Cossiga I · Cossiga II · Forlani · Spadolini I · Spadolini II · Fanfani V · Craxi I · Craxi II · Fanfani VI · Goria · De Mita · Andreotti VI · Andreotti VII · Amato I · Ciampi · Berlusconi I · Dini · Prodi I · D'Alema I · D'Alema II · Amato II · Berlusconi II · Berlusconi III · Prodi II · Berlusconi IV · Monti · Letta · Renzi · Gentiloni · Conte I · Conte II · Draghi · Meloni